# Virginia highlander
Le Virginia Highlander est une race de chevaux d'allures de taille réduite, originaire de la Virginie, aux États-Unis. Il provient de différents croisements menés durant les années 1990. La Virginia Highlander Horse Association, créée en 1991 reconnaît deux étalons fondateurs,  Pugh's Red Cloud et Shadow of the Ridge. 
C'est une race rare, avec environ 200 individus répartis dans neuf États des États-Unis en 2009. 

## Histoire
Ce cheval est présumé descendre d'un étalon fondateur né en 1960, nommé Pugh ou Pogo, issu de croisements entre l'Arabe, le Welsh et le Tennessee Walker. 
Cette race de poneys provient ensuite de divers croisements menés durant les années 1990 en Virginie, dans l'objectif d'obtenir un poney de selle doté de style. Les races Welsh, Arabe, Tennessee Walker, Morgan et Hackney entrent dans ces croisements. La Virginia Highlander Horse Association (VHHA) est fondée en 1991. Les deux étalons fondateurs de la race sont identifiés comme étant un fils de Pugh, nommé Pugh's Red Cloud, et Shadow of the Ridge. Avec une vingtaine de jument, ils forment le cheptel d'origine lors du travail associatif d'organisation de la race en 1991.
La VHHA a vraisemblablement été dissoute en 2002. Cependant, en 2010, la siège de l'association est répertorié à Sugar Grove, en Virginie.

## Description
Il constitue l'une des rares races de chevaux d'allures de petite taille. Cette taille va de 1,32  à   1,42 m. 
Le modèle est à la fois petit et léger. Il rappelle celui d'un cheval de selle, en plus compact. La tête est petite ; de profil rectiligne ou légèrement concave, elle a de grands yeux,. 
La robe est souvent porteuse du gène Rouan, mais aussi alezane, grise ou noire.
Le tempérament est recherché agréable. Cette race de poneys dispose d'une allure supplémentaire, une forme d'amble rompu. Les chevaux enregistrés par la VHHA ne doivent pas avoir d'ascendance Appaloosa, et pas plus d'un quart d'origines par le Quarter Horse.

## Utilisations
Ce cheval est monté en équitation sur poney, par de jeunes cavaliers. 

## Diffusion de l'élevage
Il s'agit vraisemblablement d'une race très rare, dont les effectifs étaient déjà bas au moment de la dissolution de son association de promotion. En 2009, le cheptel revendiqué est légèrement supérieur à 200 têtes.
En 2009, le Virginia Highlander est présent dans neuf États des États-Unis, dont le Kentucky, le Tennessee, la Caroline du Sud, le Missouri et le Kansas.